# Жарко Вуксановић
Жарко Вуксановић (Гостиље, 1889 — 1968) био је земљорадник, учесник Балканских ратова и Првог светског рата и носилац Карађорђеве звезде са мачевима. 

## Биографија
Рођен је 1889. године у Гостиљу у породици земљорадника Јоксима и Виде, који због лошег имовног стања нису били у могућности да га школују, па се сам описменио. Војни рок је служио у 3. чети 2. батаљона IV пешадијског пука и у саставу те јединице прошао је све ратове од 1912. до 1918. године, стекавши чин резервног пешадијског поднаредника.
За своје јунаштво и храброст при пробоју Солунског фронта, Жарко је одликован Сребрним Орденом Карађорђеве звезде и руског Крста Светог Ђорђа, носилац је и Албанске споменице.
После рата вратио се у родно место, где је са супругом Милевом изродио бројне потомке, синове Боривоја, Драгутина и Драгољуба и кћети Милојку, Борку, Наду, Виду и Миленку. Умро је 1968. године у Гостиљу. 